# Moyotepe
Moyotepe is een stratovulkaan in het departement Chinandega in het westen van Nicaragua. De berg ligt op ongeveer 20 kilometer ten noordoosten van de stad Chinandega en heeft een hoogte van 917 meter. De berg is onderdeel van de bergketen Cordillera Los Maribios.
De vulkaan vormt samen met de vulkanen San Cristóbal, Casita, Chonco en Pelona een complexe vulkaan.